# نامساوی‌های تعمیم‌یافته
برای مقایسه دو عدد از نامساوی‌های تعمیم یافته استفاده می‌کنیم. برای مثال۱<۲ به معنای کوچکتر بودن عدد یک دو است. هنگامی که بخواهیم دو بردار را با یکدیگر مقایسه کنیم نیاز به ابزار جدیدی داریم.
در مسائل بهینه‌سازی و برای مقایسه بردارها و ماتریس‌ها، به ابزارهای ریاضی قوی تری نیاز داریم. در این حالت نیاز است هنگامی که مقایسه را انجام می‌دهیم، فضایی مناسب را مطرح کنیم تا مقایسه تحت آن صورت بگیرد. این فضا در مبحث بهینه‌سازی، مخروط نامیده می‌شود.

## مخروط دوگان
اگر {\displaystyle {\mathit {K}}} یک مخروط باشد، تعریف مخروط دوگان به صورت زیر خواهد بود

{\displaystyle K^{*}=\left\{y|x^{T}y\geq 0for\;all\;x\in K\right\}}

به طور شهودی می‌توان گفت برای تصور کردن دوگان یک مخروط، کافیست خط متعامد بر هر ضلع مخروط اصلی را رسم کنیم. فضای بدست آمده همان مخروط دوگان است.

## نامساوی‌های تعمیم یافته با استفاده از مخروط دوگان
فرض کنیم مخروط محدب {\displaystyle K} مناسب باشد. در این حالت می‌توان گفت مخروط دوگان آن یعنی {\displaystyle K^{*}} هم مناسب است و می‌توان نامساوی‌های تعمیم یافته را با استفاده از آن اجرا کرد. دو ویژگی مهم این نامساوی در زیر آورده شده‌اند منبع:
1-{\displaystyle y} تحت مخروط {\displaystyle K^{*}} از {\displaystyle x} بزرگتر است {\displaystyle x\leq _{K}^{*}y} اگر و تنها اگر برای هر {\displaystyle \lambda } عضو مخروط دوگان{\displaystyle K^{*}}، {\displaystyle \lambda \geq _{K}^{*}0} داشته باشیم
{\displaystyle \lambda ^{T}x\leq \lambda ^{T}y}

۲- تحت مخروط {\displaystyle K} رابطه {\displaystyle x<\ _{K}y} برقرار است اگر و تنها اگر برای هر {\displaystyle \lambda } عضو مخروط دوگان {\displaystyle K^{*}} و مخالف صفر، {\displaystyle \lambda \geq _{K}^{*}0}{\displaystyle \lambda \neq 0}، داشته باشیم {\displaystyle \lambda ^{T}x<\ \lambda ^{T}y}

از آنجا که دوگانِ دوگان هر مخروط، خودش است {\displaystyle K=K^{*}*} لذا روابط بالا در صورتی که جای {\displaystyle K} و {\displaystyle K^{*}} هم عوض شود برقرار است. مثلاً {\displaystyle \lambda <\ _{K}^{*}\mu } برقرار است اگر و تنها اگر برای هر {\displaystyle x\geq _{K}0} داشته باشیم {\displaystyle \lambda ^{T}x\leq \mu ^{T}y}

## مثال
فرض کنید {\displaystyle y=[3\;4]^{T}} و {\displaystyle x=[1\;2]^{T}} باشد. مخروط دوگان نیز {\displaystyle K^{*}=R_{+}} یا ربع مثبت صفحه است. اگر {\displaystyle \lambda =[1\;1]} باشد واضح است که تحت این مخروط {\displaystyle y\geq x} است چراکه

{\displaystyle [1\;1][1\;2]^{T}=1+2=3\leq [1\;1][3\;4]^{T}=3+4=7}